# De Ni Sataniske Erklæringer
 Der er for få eller ingen kildehenvisninger i denne artikel, hvilket er et problem. Du kan hjælpe ved at angive troværdige kilder til de påstande, som fremføres i artiklen.

De Ni Sataniske Erklæringer danner grundlag for filosofien hos bestemte grene af satanismen, som f.eks. ateistisk satanisme, hvor de nævnes som noget af det første i Satans bibel. De har ikke et entydigt indhold. I afsnittet fortolkning kan man læse, hvordan erklæringerne traditionelt forstås af danske satanister.[kilde mangler]

## Fortolkning
1. Satan er "fristeren" der frister mennesket med jordiske glæder og nydelse, som tager fokus væk fra de religiøse dogmer og får mennesket til at glemme, at det skal arbejde for at gøre sig fortjent til Paradis. Satanisten ser derfor ikke noget galt i at nyde livet. I Satans bibel beskrives det dog, at afhængighed og andre former for indre tvang ikke konstituerer nydelse. Med andre ord er kompulsiv rygning eller alkoholisme ikke nydelse i satanisk forstand. [kilde mangler]
2. Satanister tror på det, der kan ses og føles - det der kan erkendes ved empiri og fornuften. Satanisten tror således ikke på et liv efter døden, løfter om frelse, et Paradis o.s.v. Man har ét liv og der er ikke nogen overnaturlig, åndelig dimension.
3. Ses ofte som en erklæring om støtte til videnskab frem for overtro.
4. Det enkelte menneske bestemmer selv, hvem det kan lide. Der er ingen regel om, at man skal kunne lide alle og begrebet næstekærlighed i dets form som altruisme finder ikke sted. Satanisten mener, at det for det første er umuligt, for det andet håbløst naivt at forsøge.[kilde mangler]
5. Mennesket ønsker hævn[kilde mangler] - det er altså ikke et udtryk for modstand mod tilgivelse, men alene et udtryk for accept af en følelse. Det Sataniske destruktionsritual[kilde mangler] er skabt til at befri mennesket for hævngerrighed, hvilket skulle være en form for psykologisk ventil. Det skulle kunne hjælpe i situationer, hvor man ikke kan tilgive og heller ikke kan hævne.
6. Kort sagt skal man ikke lade sig skubbe rundt af folk, der bare vil udnytte én. Psykiske vampyrer kendes ved aldrig eller sjældent at gengælde tjenester. Hvor en kristen forventes at udvise altruisme, lader satanisten sig ikke styre, medmindre denne vælger at gøre det.
7. På trods af vores intellektuelle og spirituelle udvikling er mennesket stadig et dyr, men udviklingen har gjort os i stand til at undskylde forfærdelige handlinger mod hinanden. 
8. Mennesket indeholder en lang række følelser og lyster, som ikke i sig selv er forkerte, dårlige eller onde. Hvis man undertrykker dem bliver de til frustrationer. I stedet mener en satanist at man skal acceptere, at de er en del af én og dermed få overskud til at udleve dem balanceret og fornuftigt.[kilde mangler]
9. Uden "Satan" - altså menneskets natur - at bekæmpe, havde den kristne kirke ikke haft noget at leve af. Den kristne kirke og teisme som sådan, er med andre ord menneskelivets modstandere og frihedens undertrykkere.

## Kritik af De Ni Sataniske Erklæringer
Det er blevet hævdet, at den 7. erklæring er i modstrid med nr. 5 om hævn, idet det anføres, at "dyr kan ikke hævne". Dette er en fejlslutning, da det omhandler det dyriske menneske, ikke dyreriget.

## De Ni Sataniske Erklæringer
| The Nine Satanic Statements | De Ni Sataniske Erklæringer |
| 1 | 1 |
| Satan represents indulgence instead of abstinence! | Satan repræsenterer nydelse, ikke afholdenhed! |
| 2 | 2 |
| Satan represents vital existence instead of spiritual pipe dreams! | Satan repræsenterer vital eksistens, ikke åndelige tågedrømme! |
| 3 | 3 |
| Satan represents undefiled wisdom instead of hypocritical self-deceit! | Satan repræsenterer ubesmittet visdom ikke hyklerisk selvbedrag! |
| 4 | 4 |
| Satan represents kindness to those who deserve it instead of love wasted on ingrates! | Satan repræsenterer mildhed over for dem som fortjener det, ikke kærlighed spildt på uværdige! |
| 5 | 5 |
| Satan represents vengeance instead of turning the other cheek! | Satan repræsenterer hævn, ikke at vende den anden kind til! |
| 6 | 6 |
| Satan represents responsibility to the responsible instead of concern for psychic vampires! | Satan repræsenterer ansvarlighed overfor de ansvarlige, ikke omsorg for psykiske vampyrer! |
| 7 | 7 |
| Satan represents man as just another animal, sometimes better, more often worse than those that walk on all-fours, who, because of his “divine spiritual and intellectual development,” has become the most vicious animal of all! | Satan repræsenterer mennesket som blot et andet dyr, undertiden bedre, men ofte værre end dem, der går på alle fire, et dyr, som på grund af sin "guddommelige, åndelige og intellektuelle udvikling" er blevet det ondeste af alle dyr! |
| 8 | 8 |
| Satan represents all of the so-called sins, as they all lead to physical, mental, or emotional gratification! | Satan repræsenterer alle de såkaldte synder, eftersom de alle fører til fysisk, mental, eller følelsesmæssig tilfredsstillelse! |
| 9 | 9 |
| Satan has been the best friend the Church has ever had, as He has kept it in business all these years! | Satan har været kirkens bedste ven nogen sinde, fordi han har holdt den travlt beskæftiget i alle disse år! |